# Pei Lu
Pei Lu (1959) is een Chinees-Amerikaans componist, muziekpedagoog en cellist.

## Levensloop
Lu begon zijn muzikale opleiding aan het Xi'an muziekconservatorium (Chinees: 西安音乐学院) en behaalde zijn Bachelor of Music als uitvoerend cellist. In 1991 vertrok hij naar de Verenigde Staten. Verder studeerde hij bij Stephen Kates aan het Peabody Institute of the Johns Hopkins University in Baltimore en behaalde aldaar zijn Master of Music. Hij voltooide zijn studies aan de Universiteit van Michigan in Ann Arbor en promoveerde tot Ph.D. (Philosophiæ Doctor) in 2002 met zijn compositie Rhapsody No.1, Dance of the Dragon, "Long Wu".
Als cellist is hij lid van verschillende kamermuziekensembles, bijvoorbeeld de Apple Hill Chamber Players.
Als docent is hij verbonden aan de Universiteit van Louisville in Louisville, het Muziek-Conservatorium van Sjanghai (Chinees: 上海音乐学院) in Shanghai, het Guangxi Institute of Arts in Guangxi en de Nanking Normal University in Nanking.
Met zijn composities won hij een aantal prijzen bij internationale wedstrijden en werd ook internationaal onderscheiden. Hij werd gesteund door het Jerome Composers Commission Program, het American Composers Forum, het Margaret Fairbank Jory Copying Assistance Program of American Music Center, won de Michael Hennagin Memorial Composition Prize, de YeuhFei International Composition Competition in 2000 in Chicago, de Taiwan Golden Horse Award for Music, de Award of Japan International Animated Cartoon Festival en behaalde een prijs tijdens de International Electronic Music Festival/Composition Competition in Italië en een prijs tijdens de Nationale cello competitie in China. Voor zijn Symfonie nr. 3 won hij een tweede prijs tijdens de compositiewedstrijd in 1997 in Peking. Hij behaalde ook de 1e prijs tijdens het Sixth International Composition Competition of New York in 1997.

## Composities

### Werken voor orkest

#### Symfonieën
- 1988 Symfonie nr. 1 - Zhao
- 1994 Symfonie nr. 2 - zie werken voor harmonieorkest
- 1997 Symfonie nr. 3 - won de 2e prijs tijdens de compositiewedstrijd in 1997 in Peking

#### Andere werken voor orkest
- 1994 Largo, voor viool en groot orkest
- 2001-2002 Rhapsody No.1, Dance of the Dragon, "Long Wu", voor orkest
- Ballad Variation nr.1

### Werken voor harmonieorkest
- 1994 Symfonie nr. 2 - gao yuan fong, voor harmonieorkest 
  1. Gao yuan fong = Wind from plateau
  2. Ji = The ritual
  3. Shen sheng zi wu = Dance of sacrament

### Kamermuziek
- 1999 Four fantasies on Chinese folk tunes, voor viool solo
  1. Sunset-flut-drum
  2. Jasmine
  3. Drama-Beijing Opera
  4. Moon over the spring
- 1999 Man jiang hong: Legend of An Ancient Hero, sonate voor viool en piano - won de "Yeuh Fei International Composition Competition" in 2000
- 2002 Song of consonance, voor pipa, erhu, viool, cello en piano
- 2011 Inner vision - series 5 of Soul flag, trio voor viool, cello en piano
- 2004 Scenes Through a Window, voor pianotrio (viool, cello en piano), pipa en erhu

### Filmmuziek
- The Fire